# Királyok völgye 15

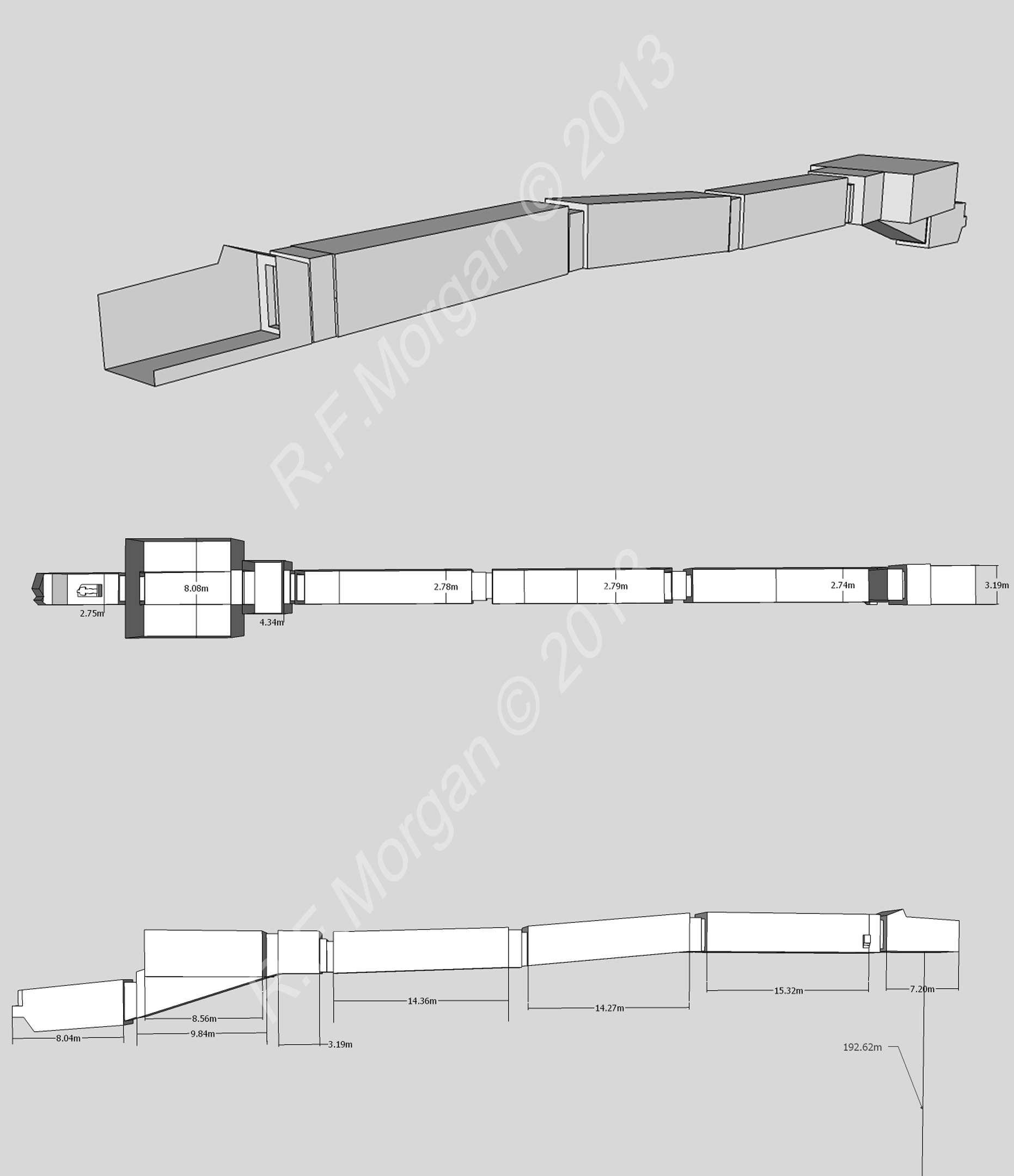
A sír izometrikus képe, alaprajza és oldalnézeti metszete egy 3D-modell alapján

A Királyok völgye 15 (KV15) egy egyiptomi sír a Királyok völgye keleti völgyében, a fő vádi délnyugati ágának végében. A XIX. dinasztia egyik fáraója, II. Széthi sírja.
A sírt feltérképezte Richard Pococke 1737-38-ban, a napóleoni expedíció 1799-ben és James Burton 1825-ben; leírta a francia-toszkán expedíció 1828-29-ben és Karl Richard Lepsius 1844-45-ben. Howard Carter tárta fel az 1903-04-es évadban. A sírral kapcsolatban számos osztrakon fennmaradt, az egyiken még egy tervrajz is.

## Leírása
A sír egyenes tengelyű; 88,65 m hosszú, területe 298,11 m². A bejáratot közvetlenül a függőleges sziklafalba vájták, kétoldalt oldalfalat építettek mellé, amelyet fehér vakolattal fedtek. A bejárat után három, igen enyhén lejtő folyosó követi egymást, majd egy kamra következik, amelyből hiányzik a korabeli sírokban jellemző mély akna. Ezt négyoszlopos kamra követi, melynek közepén a folyosó lejtősen halad lefelé. Ezt követi a sírkamra, melyet befejezetlen folyosóból alakítottak ki, sietve. Az oszlopos kamrából hiányzik a szokásos mellékkamra, bár kialakítását tervezhették, mert négyszögletes mélyedés van ott, ahol a bejárata lett volna.
A dekoráción érződik, hogy sietve készítették el. Az első folyosó díszítése domborműves és mélydomborműves, a sír további részéé azonban az oszlopos kamra mélydomborműveit leszámítva csak festett; ezek valószínűleg már Széthi halála után készültek. A második és a harmadik folyosó dekorációja vázlatos maradt. Az első folyosó a Ré litániája jeleneteit ábrázolja, ez a második folyosón folytatódik és kiegészül az Amduat könyve jeleneteivel. A harmadik folyosón is az Amduat könyve látható; itt és a második folyosón baloldalt a sír belseje felé haladnak az alakok, a jobb oldalon pedig a kijárat felé. A folyosókat követő kis kamra temetkezési kellékek képével díszített, többek közt istenek és a király szobrainak ábrázolásával. A szobrok többek közt párduc hátán vagy papiruszhajón ábrázolják a fáraót; hasonlítanak a Tutanhamon sírjában, a Királyok völgye 62-ben talált szobrokra.
Az oszlopos kamra, valamint a sírkamra falain ismét hagyományos ábrázolás látható: a Kapuk könyve jelenetei, az oszlopokon azonban ismét újítás jelenik meg: minden oldalon csak egy alak látható, így két, egymás melletti oldal ad ki egy jelenetet. Ez a későbbi sírokban is folytatódik. A sírkamra mennyezetén Nut istennő tárja ki szárnyait. Észrevehetően eltér egymástól az oszlopos kamra néhol festetlen maradt domborműveinek, valamint az első folyosó díszítésének a stílusa, emellett az első folyosón is eltér a dombormű és a mélydombormű stílusa.
A sír történetéről keveset tudni. II. Széthi uralkodása elején meg kellett, hogy küzdjön egy Amenmessze nevű trónkövetelővel; lehetséges, hogy ennek a nyomát őrzi, hogy a sír első folyosóján és bejáratán nyoma van annak, hogy Széthi nevét kitörölték, majd visszaírták. Lehet, hogy Széthit eredetileg felesége, Tauszert sírjába, a Királyok völgye 14-be temették, majd az őt követő Széthnaht temette újra a sietve befejezett KV15-be, hogy a KV14 sírt kisajátítsa magának. Széthi szarkofágjának csak a fedele töredékeit találták meg a sírban; alsó részét talán újrahasznosították. Teljes állapotában a legkisebb ma ismert szarkofág lehetett; talán arra tervezték, hogy egy nagyobb szarkofágba helyezzék.
Széthi múmiája egyike azoknak, amelyeket a XXI. dinasztia idején, I. Pinedzsem uralkodása alatt a Királyok völgye 35-be költöztettek, ahol Victor Loret találta meg 1898-ban. Széthi sírja az ókorban már nyitva állt, falain összesen 59 görög és latin nyelvű graffitit találtak. Az első folyosó bal oldalába egy későbbi korban négyszögletes falfülkét véstek, amivel megrongáltak egy domborműves alakot. A sír jelenleg is látogatható, díszítése jó állapotban fennmaradt.

## Külső hivatkozások
- Theban Mapping Project: KV15